# قوچمی
گردنگاه، روستایی از توابع بخش حمیل شهرستان اسلام‌آباد غرب در استان کرمانشاه ایران است.

## جمعیت
این روستا در بخش حمیل قرار دارد و براساس سرشماری مرکز آمار ایران در سال ۱۳۸۵، جمعیت آن ۳۸۴ نفر (۸۲خانوار) بوده‌است.
شغل اصلی مردم منطقه کشاورزی و باغداری می‌باشد، مهمترین محصول کشاورزی چغندر قند و مهمترین محصول باغی
آلوچه سیاه (الیوچه رشه) می‌باشد که یکی از مناطق خوش آب و هوای شهرستان اسلام‌آباد غرب می‌باشد.